# Emma Chenu
Pour les articles homonymes, voir Chenu (homonymie).
Emma Chenu est une enseignante française, deuxième femme à obtenir le baccalauréat (1863) et la première Française à être diplômée d'une licence universitaire (1868).

## Biographie
Emma Chenu est née le 26 juillet 1835 à Belleville, rue de Tourtille (aujourd'hui 20e arrondissement de Paris),. Fille de Robert Chenu, marchand épicier, et de Marie Louise Dutemple, elle a au moins une sœur, la graveuse Maria Chenu.
Elle réside à Beauvoir (Seine-et-Marne) au début du XXe siècle, et y décède le 10 octobre 1912.

## Carrière
Emma Chenu obtient son brevet supérieur de l'enseignement primaire en 1855 à Paris.
Le 19 avril 1863, elle est la deuxième française à réussir le baccalauréat,, la première bachelière française étant Victoire Daubié, bachelière ès lettres à Lyon en 1861. Elle passe le diplôme en spécialité sciences mathématiques auprès de la faculté des sciences de Paris, une première dans cette université. La presse évoque les félicitations qui lui sont adressées par le doyen de la faculté des Sciences Henri Milne-Edwards.
En juillet 1868, elle devient la première française à obtenir une licence (ès sciences mathématiques), toujours à la Faculté de Paris,,.
Lors du siège de Paris en 1870, elle siège aux côtés de Julie-Victoire Daubié dans la commission mixte de l'enseignement mise en place par les maires de Paris Étienne Arago puis Jules Ferry.
Enseignante, Emma Chenu donne des cours préparatoires aux examens de l'enseignement primaire (élémentaire et supérieur) de 1856 à 1875 à Paris, et est correctrice à la Sorbonne des cours de l'Association de l'enseignement secondaire de jeunes filles.
En août 1881, alors enseignante dans un établissement secondaire de Seine-et-Marne, elle demande en vain un emploi de professeur à l'École normale supérieure de jeunes filles qui vient d'être créée. Elle est recommandée par Henri Brisson. Elle refuse à l'automne une proposition de poste de direction de l'externat secondaire de jeunes filles de Montauban, qu'elle juge trop éloigné de Paris.
Emma Chenu publie plusieurs ouvrages pédagogiques et recueils de sujet d'examen. Elle collabore, en 1888 et 1889, à l'éphémère Revue scientifique des femmes, fondée par Céline Renooz,.

## Distinctions honorifiques
- Officier d'Académie (25 janvier 1880)[4].

## Postérité
À partir de 2020, des voies commencent à être attribuées à Emma Chenu : une rue porte son nom à Aubervilliers depuis 2020, ou encore une allée à Saint-Avé (Morbihan).
Début 2022, l'université de Bretagne Occidentale nomme l'un de ses amphithéâtres en son honneur, à la suite d'une consultation publique.